# Advanced Research and Global Observation Satellite
Der Advanced Research and Global Observation Satellite, kurz ARGOS, war ein US-amerikanischer Experimentalsatellit, der von 1999 bis 2003 wissenschaftliche Experimente durchführte.

## Ausstattung
Der Satellit war mit folgenden Experimenten ausgerüstet:
- High Temperature Super Conducting Experiment II (HTSSE)
- Extreme Ultraviolet Imaging Photometer (EUVIP)
- Unconventional Stellar Aspect (USA)
- Electric Propulsion Space Experiment (ESEX)
- Space Dust (SPADUS)
- Critical Ionization Velocity (CIV)
- High Resolution Airglow / Aurora Spectroscopy (HIRAAS)
- Global Imaging Monitor of the Ionosphere (GIMI)
- Coherent Radio Topography Experiment (CERTO)

Die Energieversorgung erfolgte über zwei ausfaltbare Solarmodule und Batterien.
Der Vertrag für die Entwicklung und die Fertigung des Satelliten wurde an die Space Systems Division von Rockwell International in Seal Beach vergeben. Dieser Bereich wurde später von Boeing übernommen.

## Missionsverlauf
ARGOS wurde am 23. Februar 1999 auf einer Delta-II-Trägerrakete von der Vandenberg Air Force Base in eine sonnensynchrone Umlaufbahn gestartet. Er war über vier Jahre lang in Betrieb, bis er am 31. Juli 2003 abgeschaltet wurde.